# Joan Gerber
Joan Gerber est une actrice américaine spécialisée dans le doublage, née le 29 juillet 1935 à Détroit (Michigan) et morte le 22 août 2011 à Los Angeles. Elle est principalement connue pour Le Petit Monde de Charlotte et La Bande à Picsou (film et série).

## Filmographie

### Cinéma
- 1965 : Super mamie (Corn on the Cop) : Granny / Ghost Trick-or-Treater (voix)
- 1966 : The Pique Poquette of Paris : Woman (voix)
- 1970 : Pufnstuf : Freddy Flute (voix)
- 1971 : Shinbone Alley (voix)
- 1972 : Bury Me an Angel : Op's Voice (voix)
- 1973 : Kloot's Kounty : Shepherdess (voix)
- 1973 : The Boa Friend (voix)
- 1973 : Le Petit Monde de Charlotte (Charlotte's Web) : Mrs. Zuckerman / Mrs. Fussy (voix)
- 1974 : The Badge and the Beautiful (voix)
- 1974 : The Nine Lives of Fritz the Cat (voix)
- 1975 : M-o-n-e-y Spells Love (voix)
- 1975 : Goldilox & the Three Hoods (voix)
- 1977 : The Mouse and His Child : The Elephant (voix)
- 1979 : J-Men Forever (en) (voix)
- 1979 : Nutcracker Fantasy de Takeo Nakamura : Mice (voix)
- 1980 : Oz : Tic Toc / Ozma (voix)
- 1982 : Strawberry Shortcake: Pets on Parade
- 1982 : Les Malheurs de Heidi (Heidi's Song): Rottenmeier (voix)
- 1985 : Explorers : Special Vocal Effects (voix)
- 1990 : La Bande à Picsou, le film : Le Trésor de la lampe perdue (DuckTales: The Movie - Treasure of the Lost Lamp) : Mamie Baba (Mrs. Beakley) (voix)
- 1999 : The Stan Freberg Commercials (vidéo) : (segment Hitchcock Spoof)

### Télévision
- 1959 : Matty's Funday Funnies (série télévisée) : Additional Voices (voix)
- 1960 : The Bugs Bunny Show (série télévisée) : Additional voices (voix)
- 1965 : Roger Ramjet (série télévisée) : Dee / Lotta Love (voix)
- 1966 : The Super 6 (série télévisée) (voix)
- 1968 : Mitzi
- 1969 : La Panthère rose (The Pink Panther Show) (série télévisée) (voix)
- 1970 : Lancelot agent secret (Lancelot Link: Secret Chimp) (série télévisée)  : Mata Hairi (voix)
- 1970 : Tales of Washington Irving (voix)
- 1971 : Pointes et contrepointes (The Point) (voix)
- 1971 : Arnold's Closet Revue
- 1971 : Help!... It's the Hair Bear Bunch! (en) (série télévisée) (voix)
- 1972 : Wait Till Your Father Gets Home (série télévisée) : Sara Whitaker / Irma Boyle (voix)
- 1972 : The Barkleys (série télévisée) : Agnes Barkley (voix)
- 1972 : Les Grandes Rencontres de Scooby-Doo (The New Scooby-Doo Movies) (série télévisée)
- 1972 : The Houndcats (série télévisée) : Various (voix)
- 1974 : The Magical Mystery Trip Through Little Red's Head (TV) : Mother / Adeline / Diane (voix)
- 1974 : These Are the Days (série télévisée) (voix)
- 1974 : Partridge Family 2200 AD (série télévisée) : Connie Partridge (voix)
- 1975 : The Oddball Couple (série télévisée) : Goldie (voix)
- 1976 : The Scooby-Doo/Dynomutt Hour (série télévisée) (voix)
- 1976 : Clue Club (série télévisée)
- 1976 : The Pink Panther Laugh and the Half Hour and Half Show (série télévisée) : Various characters (voix)
- 1977 : Fred Flintstone and Friends (série télévisée) (voix)
- 1977 : I Am the Greatest (série télévisée) (voix)
- 1977 : C B Bears (série télévisée) : Various (voix)
- 1978 : Dynomutt Dog Wonder (série télévisée) : Additional Voices (voix)
- 1978 : Les Quatre Fantastiques (série télévisée) (voix)
- 1978 : The Puppy Who Wanted a Boy (voix)
- 1978 : The All New Pink Panther Show (série télévisée) (voix)
- 1978 : Christmas at Walt Disney World : Evil Fairy (voix)
- 1979 : The Puppy's Great Adventure (voix)
- 1979 : Scooby-Doo Goes Hollywood  : Lavonne / Second Woman / Waitress (voix)
- 1980 : The Richie Rich/Scooby-Doo Hour (série télévisée) : Mrs. Regina Rich / Irona the Maid (voix)
- 1981 : Strawberry Shortcake in Big Apple City : Apricot / Blueberry Muffin / Apple Dumplin' (voix)
- 1981 : Kwicky Koala (The Kwicky Koala Show) (série télévisée) (voix)
- 1982 : Puff and the Incredible Mr. Nobody (voix)
- 1983 : Monchhichis (série télévisée) (voix)
- 1984 : Les Snorky (Snorks) (série télévisée) : Mrs. Kelp (voix)
- 1985 : Les Treize Fantômes de Scooby-Doo (The 13 Ghosts of Scooby-Doo) (série télévisée) (voix)
- 1986 : The Bugs Bunny and Tweety Show (série télévisée) : Various Characters (voix)
- 1987 : La Bande à Picsou (Ducktales) : Mrs. Beakley / Skiddles' Mother / Goldie O'Gilt (voix)
- 1987 : Tortues Ninja : Les Chevaliers d'écaille (Teenage Mutant Ninja Turtles) (série télévisée) : Additional Voices (voix)
- 1988 : Scooby-Doo et le Rallye des monstres (Scooby-Doo and the Reluctant Werewolf) : Dreadonia / Woman at Store (voix)
- 1988 : Street of Dreams
- 1990 : Gravedale High (série télévisée) (voix)
- 1992 : Des Souris à la Maison-Blanche (Capitol Critters) (série télévisée) : Additional Voices (voix)
- 1993 : I Yabba-Dabba Do! : Additional Voices (voix)
- 1995 : That's Warner Bros.! (série télévisée) : Various characters (voix)
- 1996 : The Bugs n' Daffy Show (série télévisée) : Various Characters (voix)